# 31375 Krystufek
31375 Krystufek è un asteroide della fascia principale. Scoperto nel 1998, presenta un'orbita caratterizzata da un semiasse maggiore pari a 2,2662749 UA e da un'eccentricità di 0,0306199, inclinata di 4,84576° rispetto all'eclittica.